# Wahlkreis Westlausitz 2
Der Wahlkreis  Westlausitz 2 war ein Landtagswahlkreis zu den sächsischen Landtagswahlen 1994 und 1999. Er hatte zu diesen Wahlen die Wahlkreisnummer 54.

## Wahlkreisgebiet
Der Wahlkreis Westlausitz 2 wurde 1994 aus folgenden Städten und Gemeinden der beiden früheren Wahlkreise Hoyerswerda II – Bautzen IV und Kamenz gebildet: Bernsdorf, Bluno, Bulleritz, Burghammer, Cosel-Zeisholz, Dörgenhausen, Geierswalde, Groß Särchen, Großgrabe, Großnaundorf, Grüngräbchen, Höckendorf, Klein Partwitz, Koblenz, Koitzsch, Königsbrück, Laubusch, Laußnitz, Lauta, Leippe-Torno, Lohsa, Nardt, Neukirch, Neustadt, Neuwiese, Oberlichtenau, Oßling, Reichenbach-Reichenau, Sabrodt, Schönteichen, Schwarzkollm, Schwepnitz, Seidewinkel, Spohla, Spreewitz, Straßgräbchen, Tätzschwitz, Wartha, Weißig, Wiednitz, Wittichenau, Zeißig und Zschornau-Schiedel.
Zur Landtagswahl 1999 gab es zum einen Veränderungen durch Eingemeindungen. Die Gemeinden Bluno, Geierswalde, Klein Partwitz, Nardt, Neuwiese, Sabrodt, Seidewinkel und Tätzschwitz waren nun Bestandteile der neugebildeten Gemeinde Elsterheide. Die Gemeinden Burghammer, Neustadt/Spree und Spreewitz waren nun Bestandteile der neugebildeten Gemeinde Spreetal. Darüber hinaus gab es noch diverse Eingemeindungen bis dahin eigenständiger Gemeinden in verschiedene Städte. Zum anderen wechselten der nun zur Gemeinde Knappensee gehörende Ortsteil Koblenz, der zur Gemeinde Lohsa gehörende Ortsteil Weißkollm und der Ortsteil Spohla der Stadt Wittichenau in den Wahlkreis Hoyerswerda (WK 55). Der Ortsteil Bärwalde der Gemeinde Lohsa wechselte in den Wahlkreis Niederschlesische Oberlausitz 1.
Für die Landtagswahlen 2004 wurde erneut die Wahlkreisstruktur in Sachsen verändert. Das Gebiet des Wahlkreises  wurde in mehrere Wahlkreise aufgeteilt. Ein Großteil des Wahlkreises Westlausitz 2 wurde Bestandteil des Wahlkreises Kamenz 2.  Die Gemeinden Großnaundorf, Oberlichtenau und Schönteichen, wechselten in den Wahlkreis Kamenz 1  während die Gemeinden Elsterheide, Lohsa und Spreetal in den Wahlkreis Hoyerswerda wechselten.

## Wahl 1999
Die Landtagswahl 1999 fand am 19. September 1999 statt und hatte folgendes Ergebnis für den Wahlkreis Westlausitz 2
| Direktkandidat   | Partei          | Erststimmen in % | Zweitstimmen in % |
| ---------------- | --------------- | ---------------- | ----------------- |
| Henry Nitzsche   | CDU             | 57,5             | 58,9              |
| Wolfgang Rybicki | SPD             | 11,8             | 09,7              |
| Regina Schulz    | PDS             | 23,8             | 22,0              |
| Jens Bitzka      | GRÜNE           | 02,4             | 01,4              |
| Arite Brockmann  | F.D.P.          | 02,3             | 01,4              |
|                  | BüSo            |                  | 00,1              |
|                  | DSU             |                  | 00,4              |
| Günter Schmidt   | GRAUE           | 02,2             | 00,8              |
|                  | REP             |                  | 01,7              |
| –                | FP Deutschlands | –                | 00,1              |
| –                | pro DM          | –                | 01,9              |
| –                | KPD             | –                | 00,1              |
| –                | NPD             | –                | 01,3              |
| –                | Forum           | –                | 00,2              |
| –                | PBC             | –                | 00,2              |

Es waren 45.886 Personen wahlberechtigt. Die Wahlbeteiligung lag bei 65,6 %. Von den abgegebenen Stimmen waren 1,5 % ungültig. Als Direktkandidat wurde Henry Nitzsche (CDU) gewählt. Er erreichte 57,5 % aller gültigen Stimmen.

## Wahl 1994
Die Landtagswahl 1994 fand am 11. September 1994 statt und hatte folgendes Ergebnis für den Wahlkreis Westlausitz 2:
| Direktkandidat | Partei | Erststimmen in % | Zweitstimmen in % |
| -------------- | ------ | ---------------- | ----------------- |
| Henry Nitzsche | CDU    | 504              | 59,5              |
|                | SPD    | 22,7             | 17,2              |
|                | F.D.P. | 06,6             | 02,7              |
|                | GRÜNE  | –                | 02,6              |
|                | DSU    | 05,4             | 01,0              |
|                | REP    | –                | 01,5              |
|                | Forum  | –                | 00,5              |
|                | PDS    | 14,9             | 14,6              |
|                | SPS    | –                | 00,4              |

Es waren 44.445 Personen wahlberechtigt. Die Wahlbeteiligung lag bei 65,4 %. Von den abgegebenen Stimmen waren 1,7 % ungültig. Als Direktkandidat wurde  Henry Nitzsche (CDU) gewählt. Er erreichte 50,4 % aller gültigen Stimmen.